# Rivière du Bas de Soie
La rivière du Bas de Soie est un affluent de la rivière des Grandes Bergeronnes, coulant sur la rive nord du fleuve Saint-Laurent, dans la municipalité des Bergeronnes, dans la municipalité régionale de comté de La Haute-Côte-Nord dans la région administrative de la Côte-Nord, au Québec, au Canada.
Le bassin versant de la rivière du Bas de Soie est desservi notamment par la route 138 qui passe à environ 170 m au sud de la confluence de la rivière du Bas de Soie et de la rivière Beaulieu dans la partie nord-ouest du village de Grandes-Bergeronnes. Ce versant est aussi desservi par le chemin du rang Saint-Joseph qui va vers le nord du côté est de la rivière à partir de la rue principale du village des Bergeronnes,,.
La foresterie et l'agriculture s'avèrent les deux principales activités économiques de ce bassin versant.
La surface de la rivière du Bas de Soie est habituellement gelée de la fin novembre au début avril, toutefois la circulation sécuritaire sur la glace se fait généralement de la mi-décembre à la fin mars.

## Géographie
La rivière du Bas de Soie prend sa source à l’embouchure du lac des Grandes Bergeronnes (longueur : 1,2 km ; altitude : 245 m). Cette embouchure est située à 13,5 km au sud-est du centre du village des Escoumins ; à 12,9 km au nord-ouest de l’embouchure de la rivière du Bas de Soie ; à 27,2 km au nord du centre de la confluence de la rivière Saguenay et du fleuve Saint-Laurent ; et à 13,0 km au nord-ouest du centre du village des Bergeronnes.
À partir de l’embouchure du lac des Grandes Bergeronnes, la rivière du Bas de Soie coule sur 21,9 km selon les segments suivants :
- 1,4 km vers le sud-est en traversant le lac Valmola, jusqu’à la décharge (venant du sud-ouest) des lac Sirois et de l’Écluse ;
- 8,2 km jusqu’à l’embouchure du lac Raymond (longueur : 0,9 km ; altitude : 115 m) ;
- 6,8 km vers le sud, jusqu’à un ruisseau (venant du sud) ;
- 3,8 km vers le sud-est, en passant face à une scierie, jusqu’à la limite nord de l’ex-municipalité de village de Grandes-Bergeronnes ;
- 1,7 km vers le sud-ouest dans le territoire de l’ex-municipalité de village de Grandes-Bergeronnes, en serpentant jusqu’à son embouchure[2].

La confluence de la rivière du Bas de Soie et de la rivière Beaulieu (venant du nord-est) constitue la tête de la courte rivière des Grandes Bergeronnes laquelle coule vers le sud en coupant la route 138 ; dans ce  segment, le cours de la rivière passe du côté ouest du village Grandes-Bergeronnes notamment en traversant sur 0,9 km l'anse de foin (soit la partie nord de la Baie des Grandes Bergeronnes), dans l'estuaire du Saint-Laurent aux Bergeronnes. En traversant cette baie à marée basse, le courant coule vers le sud sur le grès jusqu'à 1,7 km. L'entrée de la "Baie des Grandes Bergeronnes" comporte une largeur de 0,6 km.

## Toponymie
L'expression « Bas de Soie » s’avère un surnom attribué aux immigrants Irlandais dans la seconde moitié du XIXe siècle par les Canadiens français. Arrivant alors en grand nombre au Québec, la majorité d’entre eux portaient la culotte courte. En usage depuis le milieu du XIXe siècle, le nom de cette rivière fut probablement inspiré par un Irlandais venu faire chantier dans le canton de Bergeronnes, à cette époque.
Le toponyme rivière du Bas de Soie a été officialisé le 5 décembre 1968 à la Banque des noms de lieux de la Commission de toponymie du Québec.